# Artjomowsk
Artjomowsk (russisch Артёмовск) ist eine Kleinstadt in der Region Krasnojarsk (Russland) mit 2179 Einwohnern (Stand 14. Oktober 2010).

## Geographie
Die Stadt liegt an der Südwestflanke des Ostsajan, etwa 180 km (Luftlinie) südlich der Regionshauptstadt Krasnojarsk, am Fluss Dscheb im Flusssystem des Jenissei.
Die Stadt Artjomowsk liegt im Rajon Kuragino, etwa 70 Kilometer nordöstlich des Verwaltungszentrums Kuragino, das zwar keine Stadtrechte besitzt, aber nach der Einwohnerzahl Artjomowsk heute um das Sechsfache übertrifft.

## Geschichte
Etwa 1700 entstand in der Gegend der heutigen Stadt das Dorf Olchowka (von russisch olcha für Erle). 1835 wurde der Ort als Siedlung Olchowski bei einem Goldbergwerk erwähnt. Mit der Ausweitung der Goldförderung zu Sowjetzeiten wuchs der Ort und erhielt 1939 unter dem heutigen Namen Stadtrecht (nach dem Revolutionär Fjodor Sergejew, genannt Artjom). Bereits kurz nach der Verleihung des Stadtrechts begann in den 1940er-Jahren die Bedeutung dieses Gebietes mit Verlagerung des Schwerpunktes der Goldförderung in andere Regionen des Landes abzunehmen, und die Bevölkerungszahl sank stark. Mit der faktischen Einstellung der Goldproduktion in den 1990er-Jahren wird der Ort allmählich zur Geisterstadt.

### Bevölkerungsentwicklung
| Jahr | Einwohner |
| ---- | --------- |
| 1939 | 23.513    |
| 1959 | 13.073    |
| 1970 | 10.485    |
| 1979 | 9.988     |
| 1989 | 4.521     |
| 2002 | 2.929     |
| 2010 | 2.179     |

Anmerkung: Volkszählungsdaten

## Wirtschaft
Die Goldförderung mit den Nebenprodukten Kupfer und Silber, früher in den Händen von Jenisseisoloto, ist in den 1990er Jahren zum Erliegen gekommen.
In acht Kilometern Entfernung führt die 1965 fertiggestellte Südsibirische Eisenbahn Abakan – Taischet am Ort vorbei (Station Koschurnikowo bei der gleichnamigen Siedlung).